# Francis Ford Coppola
Francis Ford Coppola (sinh ngày 7 tháng 4 năm 1939) là một nam đạo diễn, nhà biên kịch kiêm nhà sản xuất điện ảnh người Mỹ gốc Ý. Ông là người từng năm lần đoạt giải Oscar và là đạo diễn nổi tiếng với bộ ba phim Bố già hay bộ phim về Chiến tranh Việt Nam, Apocalypse Now.

## Tiểu sử
Ông sinh tại thành phố Detroit tiểu bang Michigan. Bố ông là nghệ sĩ sáo nổi tiếng Carmine Coppola khi đó đang biểu diễn cho Dàn nhạc giao hưởng Detroit, mẹ ông là một phụ nữ Ý và Coppola là con thứ hai trong số 3 người con của nhà Coppola. Hai năm sau Carmine Coppola trở thành nghệ sĩ sáo chính cho Dàn nhạc giao hưởng NBC và cả gia đình chuyển đến Long Island thuộc tiểu bang New York nơi Francis sống phần lớn tuổi thơ của mình. Khi còn nhỏ Coppola bị bại liệt làm cậu thường xuyên phải ngồi yên một chỗ rất lâu, giúp Francis có thời gian thỏa mãn sự tưởng tượng của mình với việc sản xuất một nhà hát của những con rối tự làm. Sử dụng máy quay 8mm của ông Carmine, Francis bắt đầu tập quay phim khi cậu lên 10. Sau đó Coppola vào học ngành sân khấu tại trường Đại học Hofstra trước khi nhận bằng Thạc sĩ nghệ thuật chuyên ngành đạo diễn tại trường điện ảnh của UCLA. Cũng tại đây Francis gặp Jim Morrison, ca sĩ nổi tiếng và là người sáng tác nhạc cho bộ phim Apocalypse Now sau này của ông.

## Sự nghiệp

### 1960-1978
Đầu thập niên 1960, Coppola bắt đầu sự nghiệp điện ảnh chuyên nghiệp với việc làm những bộ phim kinh phí thấp cùng Roger Corman và viết kịch bản phim. Tác phẩm điện ảnh đáng chú ý đầu tiên của ông là bộ phim kinh phí thấp Dementia 13. Sau khi được làm bộ phim thực sự đầu tiên You're a Big Boy Now, Coppola được đề nghị làm một phiên bản điện ảnh cho vở nhạc kịch Broadway Finian's Rainbow. Nhà sản xuất Jack Warner bối rối trước hình ảnh người đạo diễn trẻ đầu tóc bù xù, để râu quai nón và ăn mặc kiểu hippie đã gần như bỏ mặc Coppola với bộ phim. Ông đã mang toàn bộ dàn diễn viên đến thung lũng Napa để quay phần lớn ngoại cảnh, nhưng những cảnh phim này lại quá nét tương phản với những cảnh được quay trong phim trường, vì vậy bộ phim nhìn có vẻ rời rạc. Phải giải quyết khó khăn này và phim ca nhạc khi đó cũng không còn ăn khách, kết quả cuối cùng của Coppola chỉ thành công phân nửa, tuy nhiên bộ phim cũng giúp nữ diễn viên chính Petula Clark có được một đề cử giải Quả cầu vàng cho Nữ diễn viên chính xuất sắc nhất.
Năm 1971, Coppola giành giải Oscar đầu tiên cho kịch bản của ông trong bộ phim Patton. Sau đó ông đã viết kịch bản và đạo diễn liền 2 bộ phim vào loại nổi tiếng nhất trong lịch sử điện ảnh là Bố già (1972) và Bố già phần II (1974), hai bộ phim đã mang lại cho ông tới 4 giải Oscar gồm 2 giải biên kịch, 1 giải đạo diễn và 1 giải phim hay nhất.
Giữa 2 tập phim Bố già, Coppola còn đạo diễn bộ phim The Conversation, bộ phim được phát hành năm 1974 và cũng được đề cử giải Oscar Phim hay nhất, Coppola trở thành một trong số rất ít đạo diễn có 2 phim cùng được đề cử giải Phim hay nhất. Trong khi bộ phim Bố già phần II của ông giành giải Oscar Phim hay nhất thì The Conversation cũng giành được giải thưởng danh giá Cành cọ vàng (Palme d'Or) tại Liên hoan phim Cannes năm 1974.
Trong thời gian này ông còn viết kịch bản cho bộ phim thất bại cả về mặt nghệ thuật và doanh thu American Graffiti. Ông cũng đầu tư vào tạp chí City Magazine của thành phố San Francisco, thuê mới toàn bộ nhân viên, tuy nhiên tờ tạp chí không tồn tại được lâu và phải đóng cửa năm 1976.
Coppola thường làm việc với gia đình và họ hàng trong các bộ phim của mình. Trong Bố già, hai con trai của Coppola đóng vai phụ trong cảnh đấu súng trên phố và đám tang của Don Corleone. Em gái ông, Talia Shire, thủ vai Connie Corleone trong cả ba phần phim Bố già, cháu gái Sofia Coppola của Coppola cũng tham gia trong 2 phần của bộ ba phim này. Bố ông, Carmine Coppola cũng viết phần lớn nhạc cho các phim Bố già, Bố già phần II và Apocalypse Now.

### 1979 đến nay
Sau thành công của 2 phim Bố già và phim The Conversation, Coppola bắt đầu làm bộ phim về chiến tranh Việt Nam Apocalypse Now. Trước khi khởi quay, Coppola đến gặp người thầy Roger Corman để xin ý kiến xem có nên quay bộ phim ở Philippines không vì Corman rất quen với việc quay phim ở vùng này. Theo lời kể thì Corman đã khuyên Coppola "Đừng đi!". Việc làm bộ phim sau đó đã đi vào lịch sử Hollywood như một trong những quá trình sản xuất gặp nhiều rủi ra và thất bại nhất với vô số trục trặc từ bão nhiệt đới, khủng hoảng tâm lý, diễn viên Martin Sheen bị đau tim, Marlon Brando thì đóng phim với bộ dạng phì nộn vì không chuẩn bị trước (Coppola đã cố gắng che giấu việc này bằng cách quay Brando trong bóng tối). Việc sản xuất bộ phim bị đình trệ nhiều lần tới mức nó có biệt danh Apocalypse When (dịch nghĩa: Bao giờ thì tận thế đây). Bộ phim sau đó được giới phê bình dành cho cả lời khen và lời chê khi cuối cùng nó cũng được phát hành năm 1979, vì bộ phim này mà hãng phim mới thành lập của Coppola là American Zoetrope gần như lâm vào cảnh phá sản.
Tuy nhiên, giống bộ phim nổi tiếng Công dân Kane (Citizen Kane), càng về sau Apocalypse Now càng được đánh giá cao và được coi là một trong những kiệt tác của thời kỳ mới của Hollywood. Nhà phê bình Roger Ebert coi đây là một trong những bộ phim chân thực nhất về chiến tranh Việt Nam.
Với nhiều người, Apocalypse Now được coi là đỉnh cao sáng tạo của Coppola, sau đó ông gần như không thể tạo ra được tác phẩm nào bằng hoặc vượt qua bộ phim này về mặt nghệ thuật.
Sau đó, mãi đến năm 1982 ông mới đạo diễn bộ phim tiếp theo, phim ca nhạc One from the Heart. Không may cho Coppola bộ phim này lại là một thất bại lớn. Năm 1986 Coppola cùng George Lucas đạo diễn bộ phim Captain Eo cho công viên chủ đề của hãng Disney, cho đến thời điểm đó thì đây là bộ phim đắt giá nhất tính theo phút.
Năm 1990 Coppola hoàn thành phần cuối của bộ ba Bố già với tập phim Bố già phần III, tuy thành công về mặt doanh thu nhưng bộ phim không được giới phê bình đánh giá cao như hai phần đầu. Một số nhà phê bình chỉ trích việc Coppola giao vai quan trọng con gái của Michael Corleone cho con gái ông là Sofia Coppola thay vì Winona Ryder. Vai diễn của Sofia Coppola bị chỉ trích là nhạt nhẽo, sau đó cô đã từ bỏ nghiệp diễn viên và trở thành biên kịch và đạo diễn có tài.

## Tác phẩm chính
- Dementia 13 (1963, đạo diễn và biên kịch)
- You're a Big Boy Now (1966, đạo diễn và biên kịch)
- Finian's Rainbow (1968, đạo diễn)
- The Rain People (1969, đạo diễn và biên kịch)
- Patton (1970, biên kịch)
- THX 1138 (1971, giám đốc sản xuất)
- Bố già (The Godfather) (1972, đạo diễn và biên kịch)
- American Graffiti (1973, nhà sản xuất)
- The Conversation (1974, đạo diễn, biên kịch và nhà sản xuất)
- Bố già phần II (The Godfather Part II) (1974, đạo diễn, biên kịch và nhà sản xuất)
- Apocalypse Now (1979, đạo diễn, biên kịch và nhà sản xuất)
- The Black Stallion (1979, giám đốc sản xuất)
- Kagemusha (1980, giám đốc sản xuất)
- One from the Heart (1982, đạo diễn và biên kịch)
- Koyaanisqatsi (1982, giám đốc sản xuất)
- The Outsiders (1983, đạo diễn)
- The Black Stallion Returns (1983, giám đốc sản xuất)
- Rumble Fish (1983, đạo diễn, biên kịch và nhà sản xuất)
- The Cotton Club (1984, đạo diễn và biên kịch)
- Mishima: A Life in Four Chapters (1985, giám đốc sản xuất)
- Captain Eo (1986, đạo diễn)
- Peggy Sue Got Married (1986, đạo diễn)
- Lionheart (1987, giám đốc sản xuất)
- Gardens of Stone (1987, đạo diễn và nhà sản xuất)
- Tucker: The Man and His Dream (1988, đạo diễn)
- Powaqqatsi (1988, giám đốc sản xuất)
- Bố già phần III (The Godfather part III) (1990, đạo diễn, biên kịch và nhà sản xuất)
- Bram Stoker's Dracula (1992, giám đốc sản xuất)
- The Secret Garden (1993, giám đốc sản xuất)
- Mary Shelley's Frankenstein (1994, giám đốc sản xuất)
- My Family, Mi Familia (1995, giám đốc sản xuất)
- Jack (1996, đạo diễn và nhà sản xuất)
- The Rainmaker (1997, đạo diễn và biên kịch)
- Sleepy Hollow (1999, giám đốc sản xuất)
- The Virgin Suicides (1999, giám đốc sản xuất)
- Kinsey (2005, đồng sản xuất)
- Marie Antoinette (2006, giám đốc sản xuất)
- Youth Without Youth (2007, đạo diễn và biên kịch)
- Megalopolis (2024, đạo diễn, biên kịch và nhà sản xuất)

## Chuyện ngoài lề
- Francis Coppola là chú ruột của nam diễn viên Nicolas Cage. Cage đã phải dùng nghệ danh giấu đi họ Coppola của mình vì không muốn bị ảnh hưởng bởi cái họ nổi tiếng trong giới nghệ thuật.
- George Lucas đã nói rằng chính Coppola là cảm hứng cho ông tạo ra nhân vật Han Solo trong loạt phim Chiến tranh giữa các vì sao.